# عکاسی نجومی

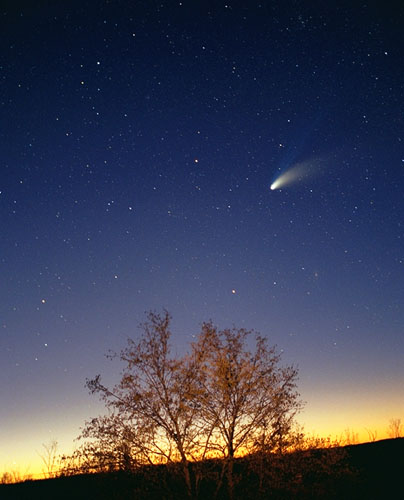
دو دقیقه نوردهی برای عکاسی از ستاره دنباله دار هیل باپ، درخت داخل تصویر با استفاده از یک چراغ قوه کوچک در طی عکاسی روشنتر شد

عکاسی نجومی (به انگلیسی: Astrophotography) یا ستاره‌نگاری به وسیلهٔ تلسکوپ و با روش‌های مختلف از ستاره‌ها و سیارات عکس گرفته می‌شود. تلسکوپ به عنوان لنزی بسیار قوی عمل می‌کند تا اجرام آسمانی نزدیک‌تر به نظر بیایند. این تصویر در دوربین بر روی فیلم ثبت می‌شود. زمان نوردهی معمولاً از چند دقیقه تا چند ساعت است. البته با دوربین عکاسی و با هر لنزی می‌توان از ستاره‌ها و سیارات نزدیک عکس گرفت.
هنر عکاسی به‌طور کلی هماهنگی تکنیک، ابداع و هنر است. با توجه به محدوده ناشناخته‌های نجوم، فعالیت‌های اندکی که در آن شده‌است، زیبایی‌های اعجاب‌انگیز و نیاز به اطلاعات ثبت شده بهتر؛ عرصه عکاسی نجومی از هر لحاظ اعم از دستاوردهای ارزشمند علمی و زیبایی‌های هنری، عرصه‌ای است گسترده و فراهم برای فعالیت در شاخه‌های گوناگون. عکاسی نجومی علمی و هنری که در سال‌های گذشته رشد کمی و کیفی چشم‌گیری در ایران نیز داشته‌است به دلیل گرد هم آوردن ذوق و علم در کنار یکدیگر، همواره در سراسر دنیا همچون شوری هیجان‌انگیز بوده‌است که در حالت ایده‌آل به شعور جمعی و علمی منجر می‌شود.

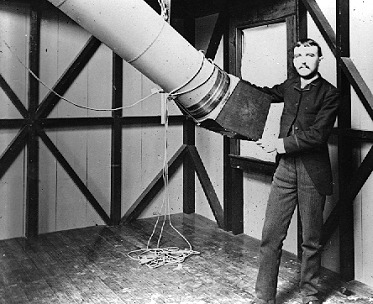
هنری دریپر با تلسکوپ شکستی که برای عکاسی تنظیم شده است (عکس احتمالاً در دهه ۱۸۶۰ یا اوایل ۱۸۷۰ گرفته شده است).

به وسیلهٔ یک تله بلند که (۳۰۰ تا ۸۰۰ میلی‌متر) و یک تله کنورتور (مبدل) می‌توان از ماه به عنوان نزدیک‌ترین جرم آسمانی عکس‌هایی با جزئیات زیاد گرفت. تله کنورتور بر اساس ضریبی که دارد، فاصلهٔ کانونی لنز را افزایش می‌دهد. به‌طور مثال، تله کنورتور x2 فاصله کانونی لنز را دو برابر می‌کند.

## انواع عکاسی نجومی

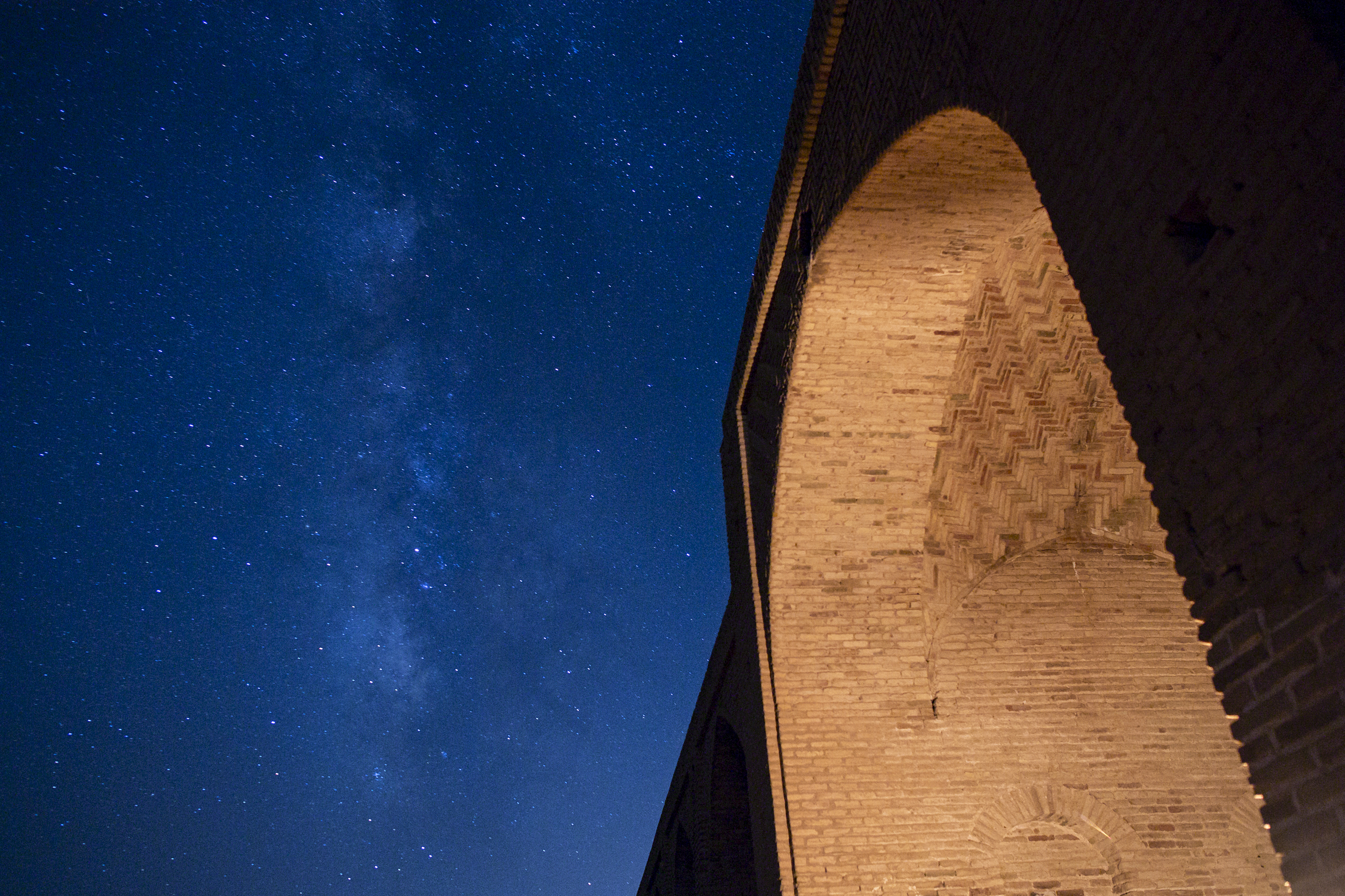
عکاسی از کهکشان راه شیری و ورودی کاروانسرای دیرگچین در پارک ملی کویر

عکاسی نجومی را به‌طور کلی می‌توان به دو دستهٔ علمی و هنری تقسیم کرد. عکس‌های نجومی علمی، همان‌طور که از نام آن‌ها برداشت می‌شود، عکس‌هایی هستند که به عنوان یک ثبت علمی حاوی اطلاعاتی مستند و مستدل هستند و بنا به تعریف عکس‌های نجومی هنری تنها زیبایی بصری دارند. دربارهٔ مرز عکس‌های نجومی علمی و غیر علمی به خصوص در ایران، بحث‌ها و چالش‌های بسیاری مطرح شده‌است چرا اگر منطقی به موضوع نگاه کنیم مرز روشنی بین عکس‌های علمی و هنری نیست و دلیل هم آن است که هیچ عکس و ثبتی از آسمان وجود ندارد که تنها چشم‌نواز باشد و کاربردی علمی یا حداقل آموزشی نداشته باشد.
صرف نظر از این دسته‌بندی کلی، دسته‌بندی دیگری موجود که عکاسی نجومی را تفسیم‌بندی می‌کند:
عکاسی خطی یا عکاسی از رد ستاره‌ها،
عکاسی نقطه‌ای از ستاره‌ها،
عکاسی از اعماق آسمان،
عکاسی از اجرام متحرک،
عکاسی از ابر کهکشان راه شیری.

## عکاسی از رد ستاره‌ها

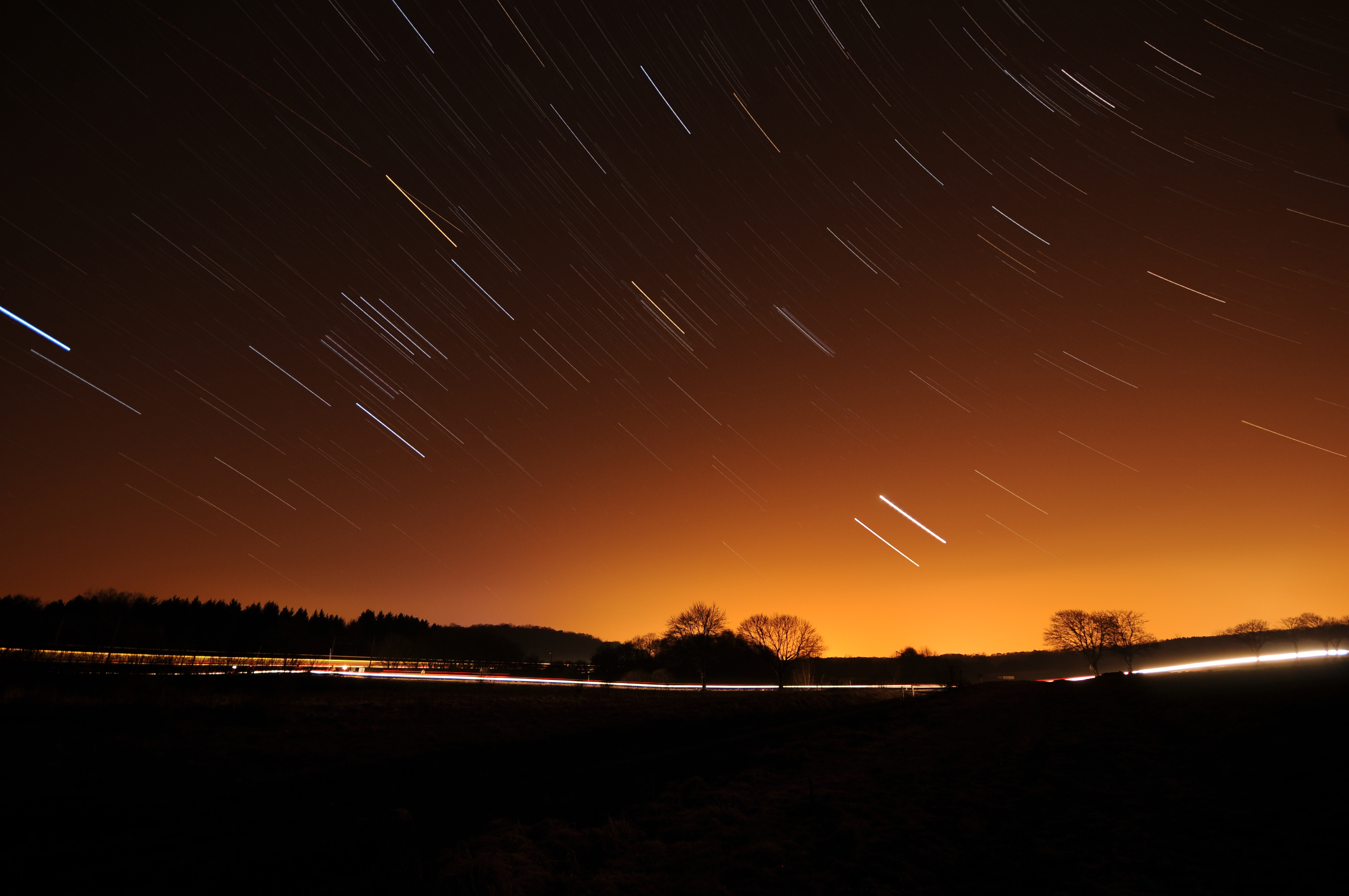
نگاره‌ای از ردّ ستاره‌ها که حاصل ۱۴ عکس است. (۲ دقیقه نوردهی)

وقتی از ستاره‌ها عکاسی می‌کنیم، به دلیل طولانی شدن زمان نوردهی و گردش زمین به دور خود، ستاره‌ها مانند خطوط منحنی بر روی فیلم ثبت می‌شوند. اگر بخواهیم این مورد را بر طرف کنیم، دوربین باید به وسیلهٔ یک موتور درایو، در خلاف جهت حرکت زمین و با سرعت مناسب به گردش در آید.

## عکاسی از ماه
ابزار: تلسکوپ (بازتابی یا شکستی)، با آداپتوری که تلسکوپ را به دوربین عکاسی وصل کند. از لنز تله هم می‌توانید استفاده کنید. اگر تلسکوپ موتور ساعتی (برای ردیابی اجرام آسمانی) دارد بهتر است ولی الزامی نیست. دوربینهای عکاسی دیجیتال که فاصله کانونی آن‌ها بیشتر از 100mm می‌باشد هم مناسب هستند.
سیستم نوری: فاصله کانونی مؤثر عدسی بین 1000mm تا 2000mm می‌باشد و قطر آن باید بیشتر از 25mm باشد. از لنز تله ۲۰۰ تا ۱۰۰۰ هم می‌توانید استفاده کنید. نسبت کانونی ممکن است بین f/8 تا f/80 باشد.
۰۰۹/۰ ضرب در فاصله کانونی لنز دوربین = قطر تصویر ماه
روش عکاسی: سه‌پایه و استقرار محکم لازم است. از فیلم حساسیت بالا استفاده کنید تا زمان نوردهی را به یک صدم (۱۰۰/۱) یا حتی کمتر کاهش یابد. در دوربینهای دیجیتال از ISO بیشتر از ۱۰۰ بهره بگیرید. اگر موتور ساعتی دارید، از فیلم کم حساسیت و نوردهی زیاد استفاده کنید. در دوربینهای دیجیتال از ISO کمتر از ۱۰۰ بهره بگیرید.

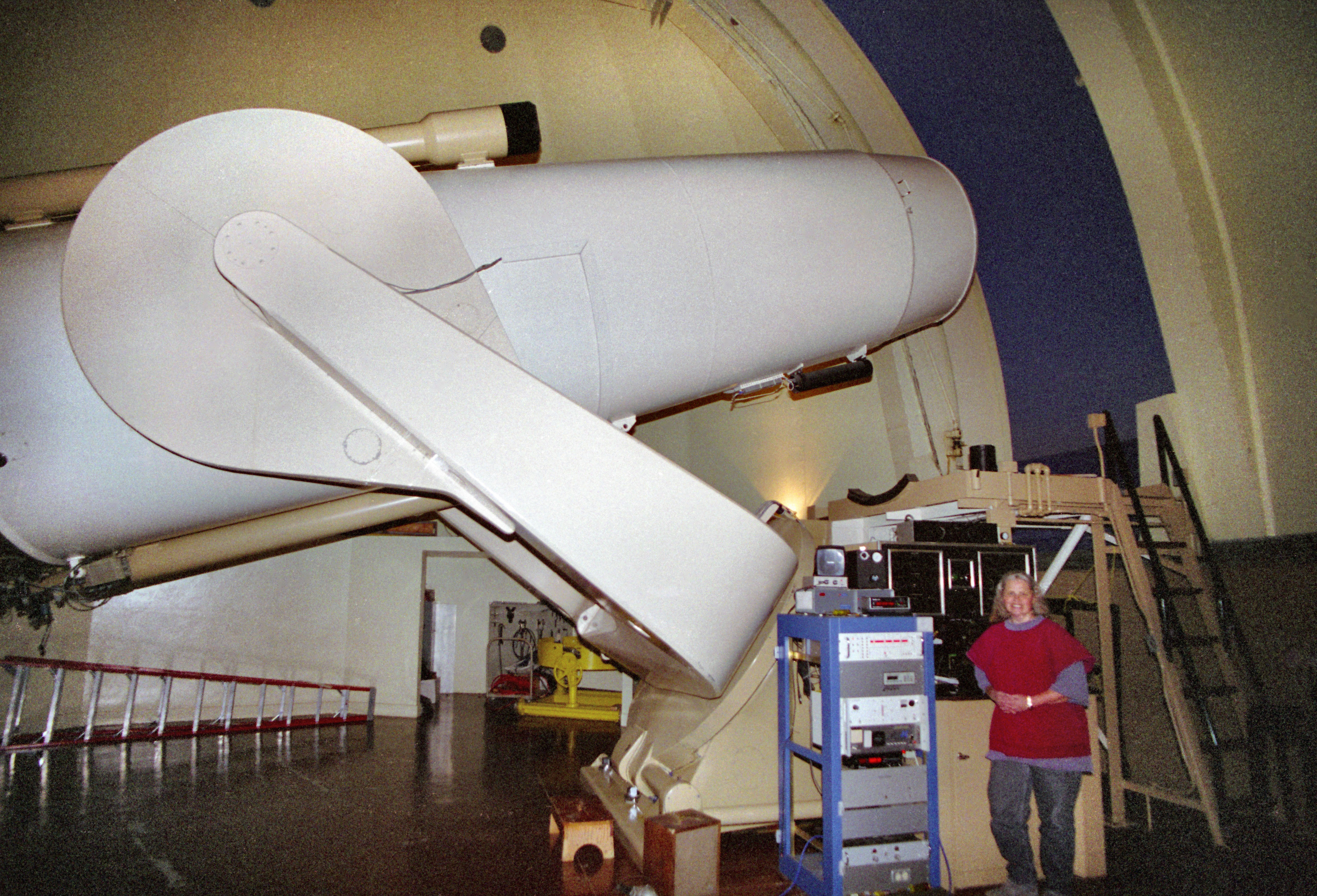
دوربین اشمیت در رصدخانه پالومار

## عکاسی از خورشید
ابزار: تلسکوپ و دوربین عکاسی. اگر تلسکوپ ندارید، از لنز تله با فاصله کانونی بالا می‌توانید استفاده کنید. حتماً باید از فیلتر استفاده کنید. و اکیداً از روش‌های ابداعی مثل فیلم سوخته یا شیشه دود اندود شده یا سی دی استفاده نکنید چون آسیب دائمی به دوربین و چشم وارد می‌کند و فقط از فیلترهای مخصوص رصد خورشید (مایلار) استفاده کنید.
سیستم نوری: مشابه عکاسی از ماه، بهتر است از لنز با قطر 50mm به بالا و f/8 استفاده کنید.
روش عکاسی: اگر شدت نور خورشید تا حد ماه بدر کاهش یابد، می‌توان سرعت یکصدم (۱۰۰/۱) تا یک پانصدم (۵۰۰/۱) و فیلم‌های با حساست کمتر استفاده کنید. در دوربین‌های دیجیتال از ISO کمتر از ۱۰۰ بهره بگیرید.

## عکاسی نقطه‌ای از ستاره‌ها

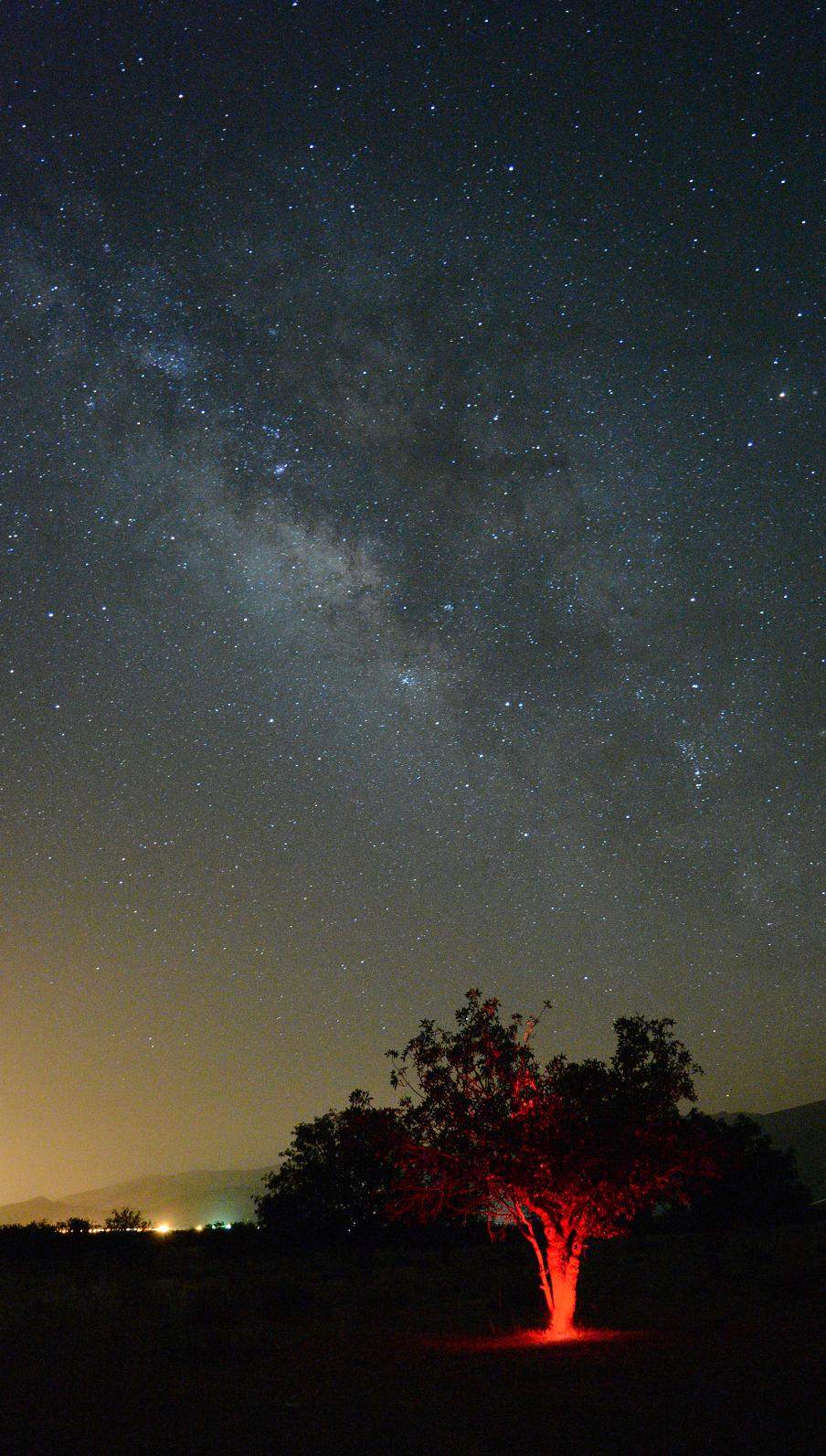
درخت آسمانی زیر کهکشان راه شیری

در این تکنیک مدت زمان نوردهی (سرعت شاتر دوربین) با توجه به فاصله کانونی لنز و ابعاد سنسور دوربین به نحوی تنظیم می‌شود که تصویر ستاره‌ها و سیاره‌ها به صورت نقطه‌ای و واقعی ثبت شود.
می‌توان مدت زمان مورد نیاز برای نوردهی را از فرمول زیر بدست آورد:
۵۰۰/فاصله کانونی لنز
برای دوربین‌های قطع dx فاصله کانونی در ۱٫۵ (نیکون) یا ۱٫۶ (کنون) ضرب می‌شود.

## سایر سبک‌های عکاسی
- عکاسی اجسام بی‌جان
- عکاسی طبیعت
- عکاسی منظره
- عکاسی پرتره
- عکاسی ورزشی
- عکاسی معماری
- عکاسی ماکرو
- عکاسی زیرآب
- عکاسی خبری
- عکاسی مد
- عکاسی حیات وحش
- عکاسی انتزاعی
- عکاسی مادون قرمز

## نگارخانه

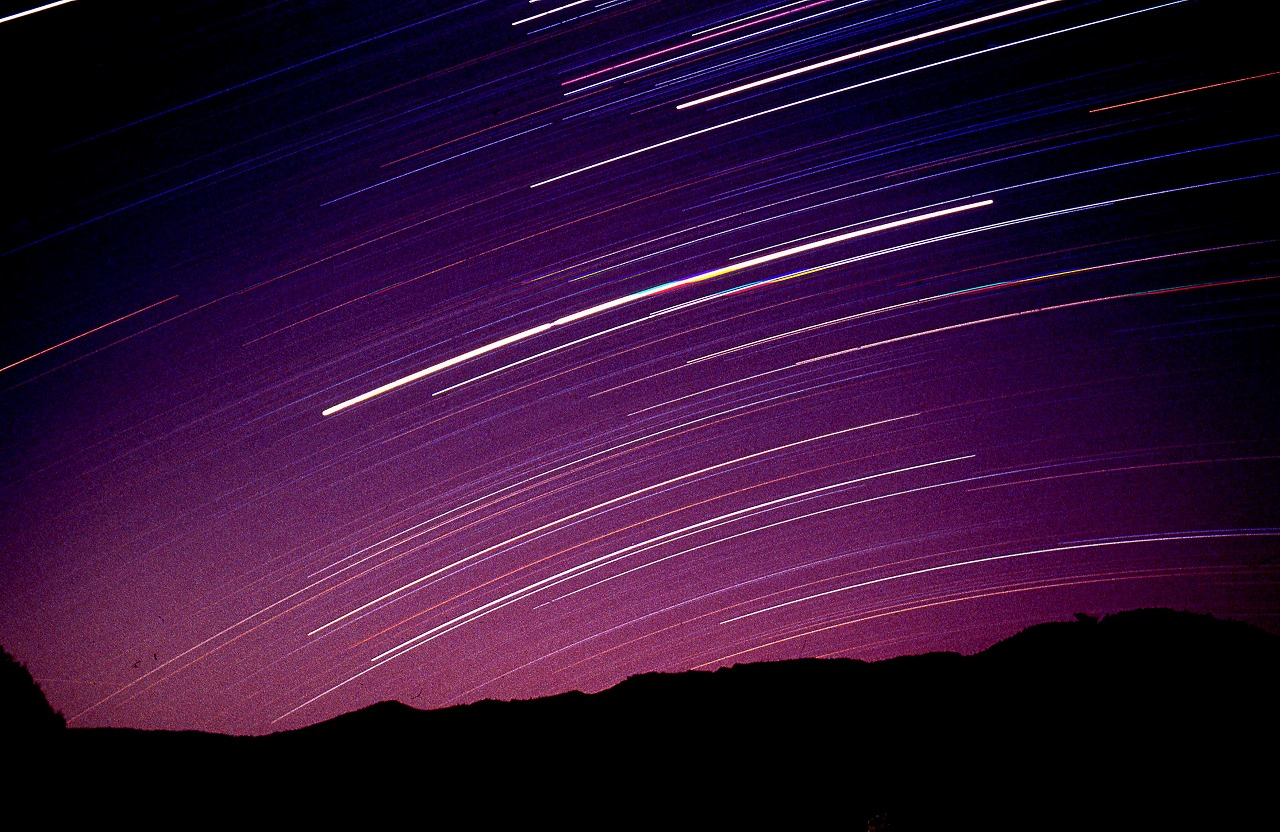
دوربین ثابت نصب شده روی سه پایه که از «رد ستاره‌ها» عکس می‌گیرد
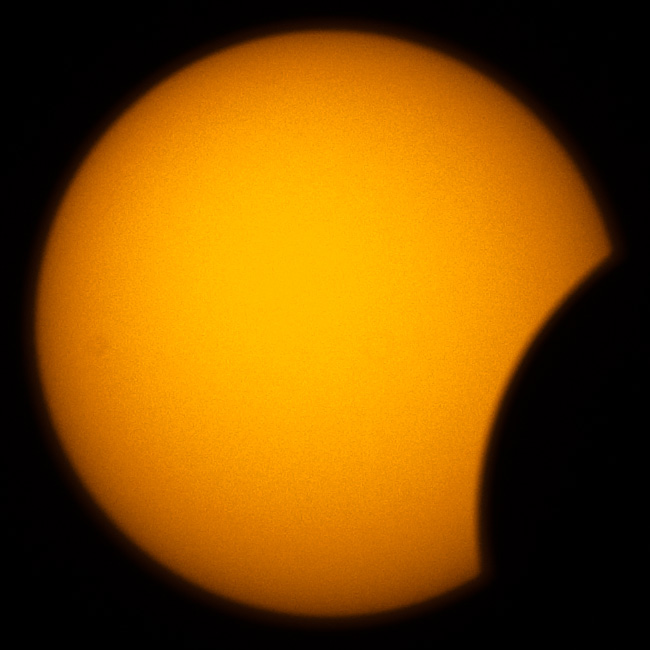
تصویری بر روی سه پایه ثابت از خورشید گرفتگی با استفاده از دوربین دیجیتال SLR با لنز ۵۰۰ میلی‌متری
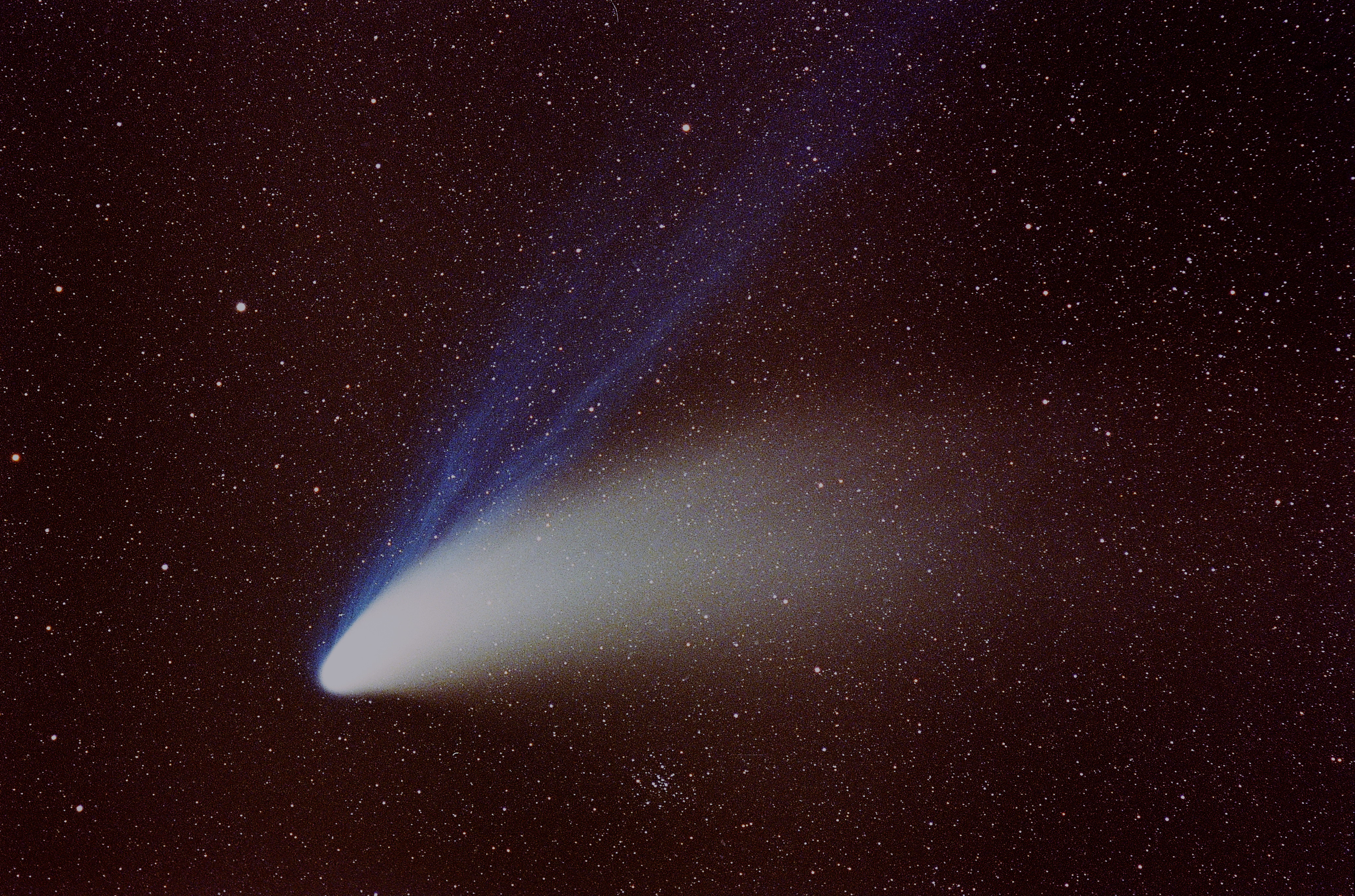
ستاره دنباله‌دار هیل-باپ، دوربین با لنز 300 میلی‌متری
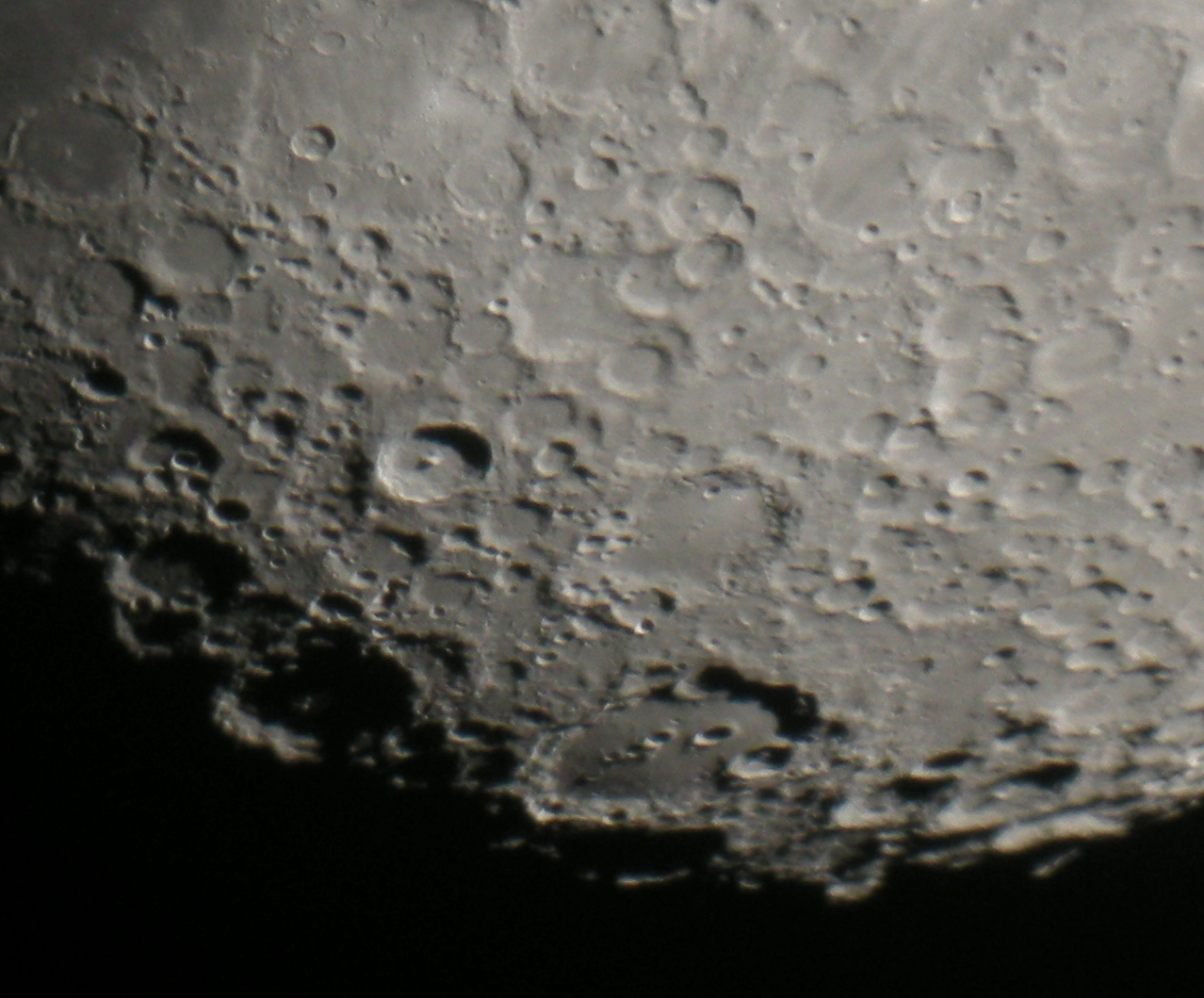
تصویری از ماه که با دوربین دیجیتال نیکون Coolpix P5000 از طریق پرتاب عکاسی بی‌کانون با تلسکوپ ۸ اینچی اشمیت-کاسگرین گرفته شده است.
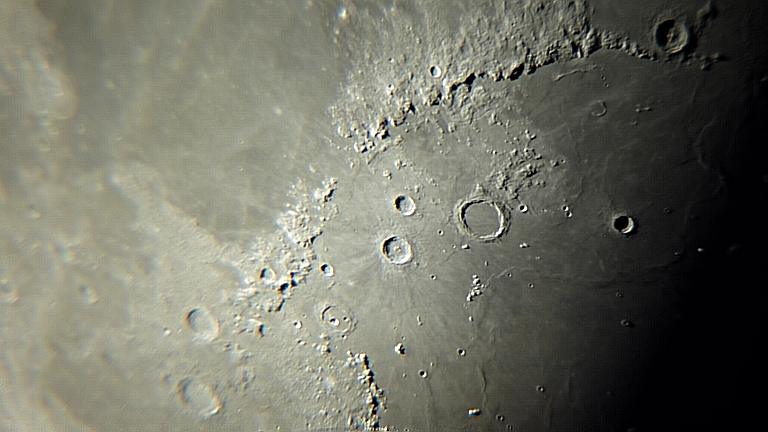
ماه با استفاده از تکنیک عکاسی بی‌کانون، با استفاده از ۱۰ ثانیه ویدئوی روی هم برای ایجاد یک تصویر نهایی، عکاسی شده است.
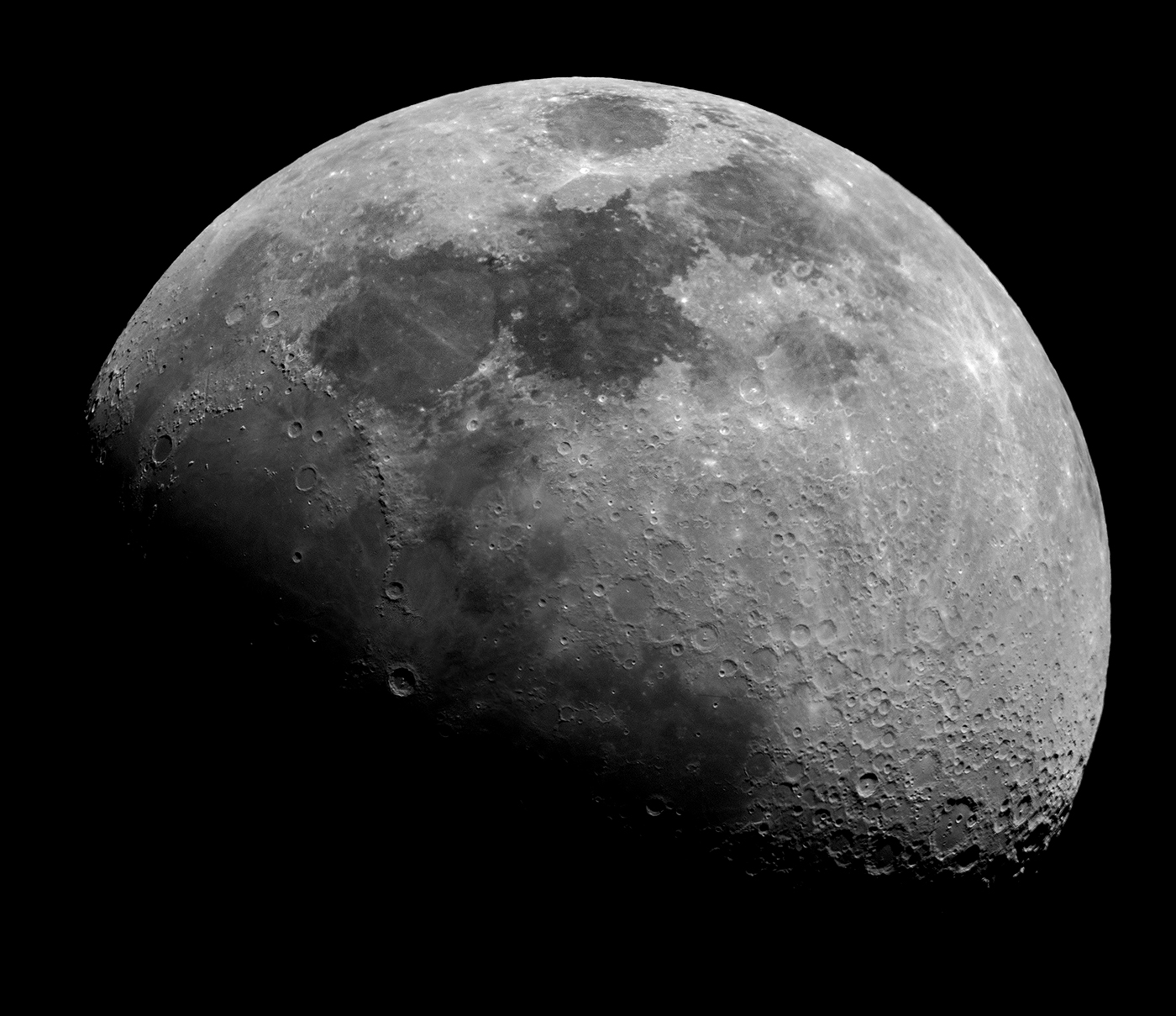
ترکیبی از چندین عکس دیجیتال SLR که در فتوشاپ گردآوری شده‌اند و از طریق نمایش چشمی از یک تلسکوپ ۸ اینچی اشمیت کاسگرین گرفته شده‌اند.
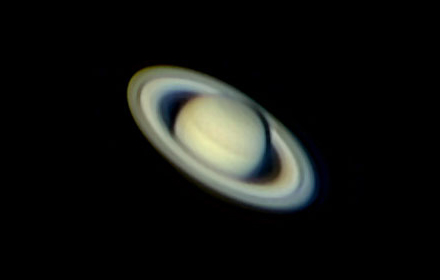
تصویر زحل با استفاده از طرح‌ریزی منفی (عدسی بارلو) با وب کم متصل به تلسکوپ نیوتنی ۲۵۰ میلی‌متری. این یک تصویر ترکیبی است که از ۱۰٪ از بهترین نوردهی ها از ۱۲۰۰ تصویر ساخته شده است.
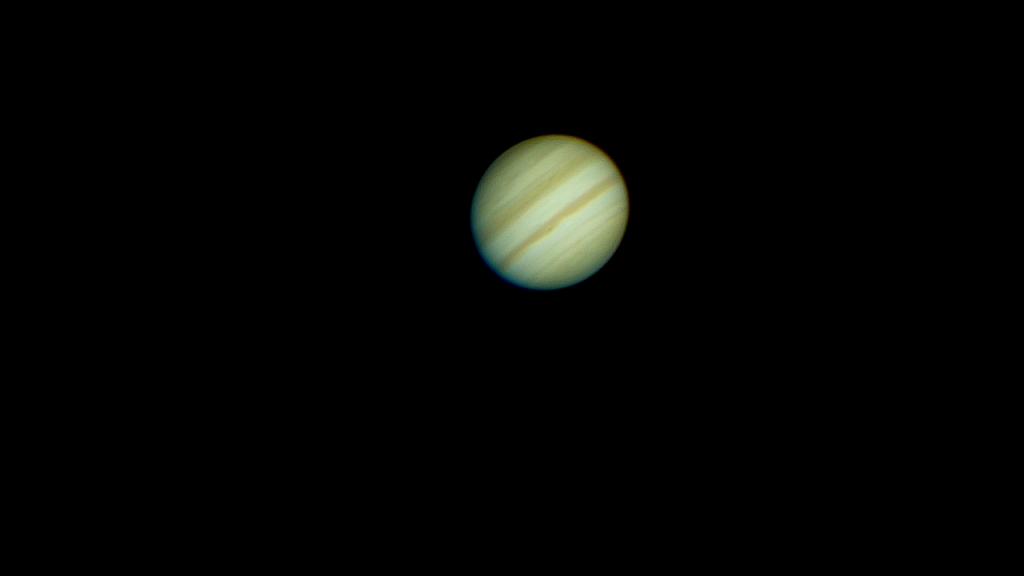
سیاره مشتری با استفاده از تکنیک عکاسی بی‌کانون، با استفاده از ۱۰ ثانیه ویدیوی روی هم برای ایجاد یک تصویر نهایی، عکس گرفته است.
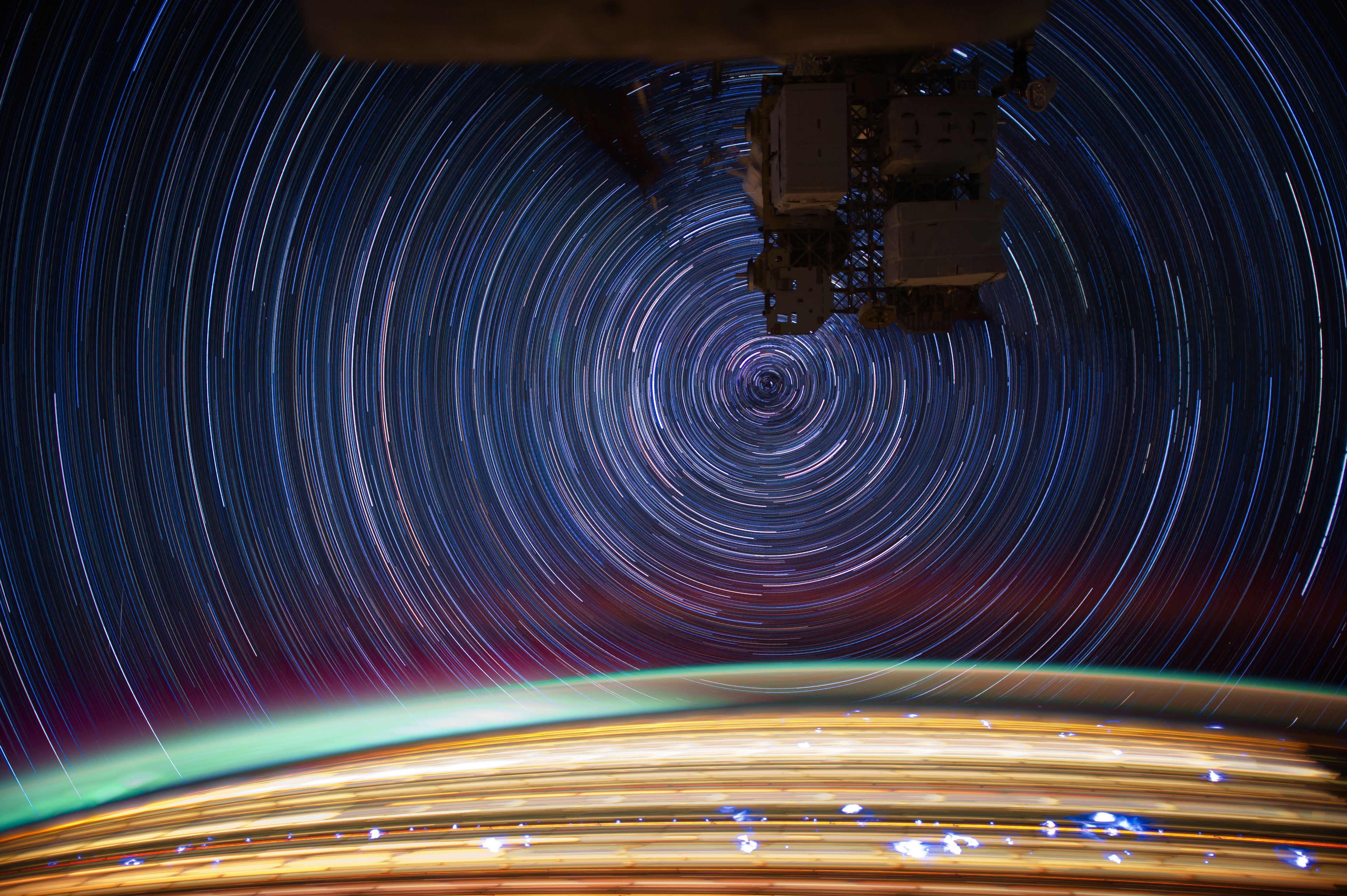
عکس‌برداری از مسیرهای ستاره‌ای در مدار زمین از ایستگاه فضایی بین‌المللی
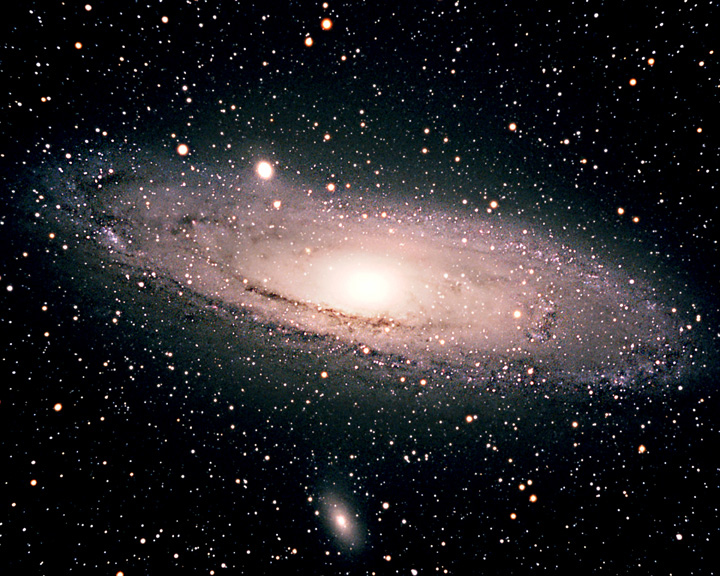
تصویر فیلمی که از کهکشان آندرومدا در کانون اصلی تلسکوپ 8 اینچی f/4 اشمیت-نیوتن گرفته شده است.
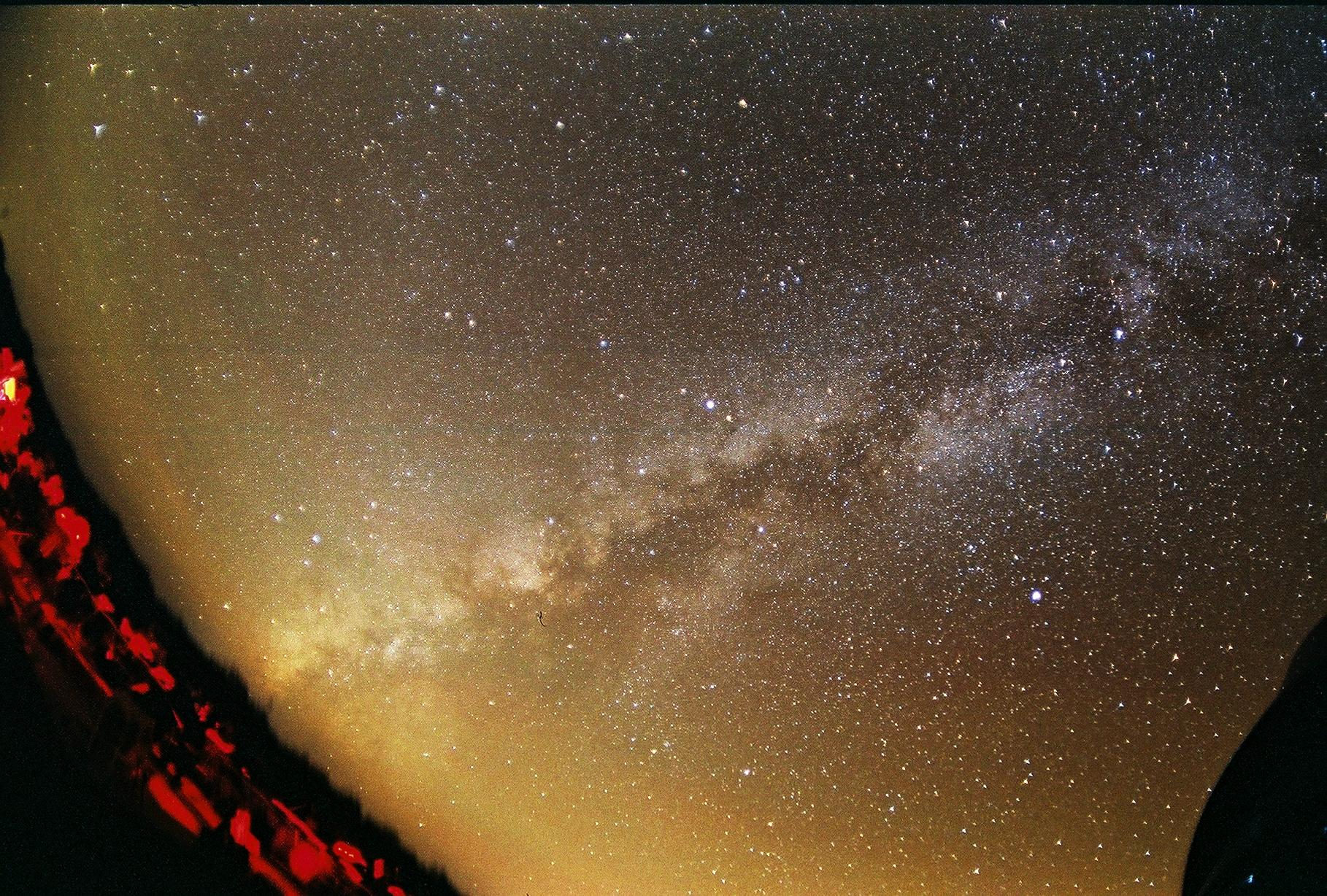
۱ دقیقه نوردهی با استفاده از فیلم ISO 800، لنز زاویه باز، تلسکوپ استوایی
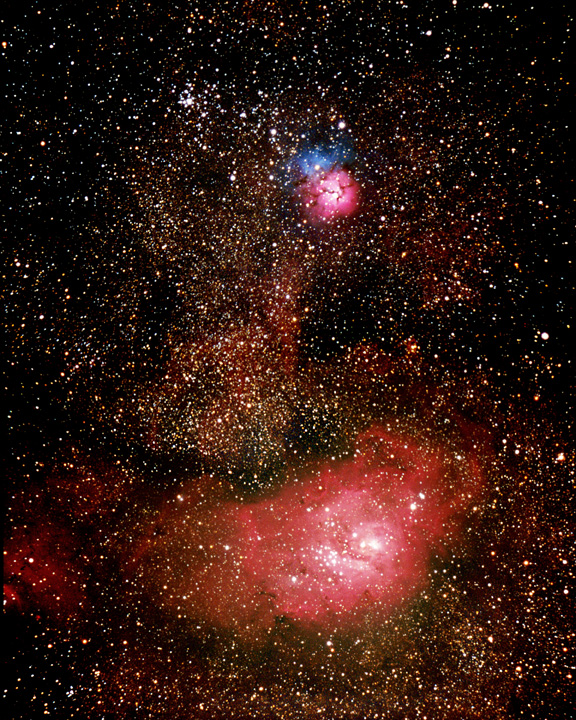
تالاب و سحابی‌های سه گانه در مونتاژ دو نوردهی فیلم با تلسکوپ ۸ اینچی اشمیت-نیوتن، هدایت دستی